# Hnativka, Kiev-Sveatoșîn
Hnativka (în ucraineană Гнатівка) este un sat în comuna Horenîci din raionul Kiev-Sveatoșîn, regiunea Kiev, Ucraina.

## Demografie
Componența lingvistică a localității Hnativka
     Ucraineană (97,74%)
     Rusă (2,26%)
Conform recensământului din 2001, majoritatea populației localității Hnativka era vorbitoare de ucraineană (97,74%), existând în minoritate și vorbitori de rusă (2,26%).